# Golfo de la Guanaba
El golfo de la Guanaba (del francés: Golfe de la Gonâve) y en criollo haitiano: gòf Lagonav) es un golfo del mar Caribe, el mayor golfo de Haití, cuyo litoral oriental conforma casi en su totalidad. Toma su nombre de la isla homónima.

## Características
El golfo está delimitado por dos penínsulas, la del sur (también llamada península de Tiburón) y la del Noroeste. Terminan respectivamente en los cabos Tiburón y à Foux.
La ciudad de Puerto Príncipe, la capital nacional, se encuentra en el fondo del golfo, lo mismo que las ciudades de Gonaïves, San Marcos, Miragoâne, y Jérémie. 
Comprende varias islas, entre las que destacan las Cayemites, lo mismo que la isla de la Gonâve, la mayor a escala nacional, que está rodeada por dos brazos de mar, el canal de Gonâve, al sur, y el de Saint-Marc,al norte. 
El más largo río haitiano (así como de toda la isla de La Española), el Artibonito (240 km), desemboca también en este golfo.